# Laurophyllus capensis
Laurophyllus  es un género monotípico de plantas,  perteneciente a la familia de las anacardiáceas. Su única especie: Laurophyllus capensis Thunb., es originaria de Sudáfrica.

## Descripción
Es un árbol con los tallos de mediano a grueso, de color amarillento. Las flores en pedicelos. El cáliz claramente inferior al tubo de la corola, con lóbulos triangular-ovados, obtusos a subagudos. La corola acampanada, con forma de embudo, con lóbulos triangulares. El fruto una cápsula globosa, irregular y circuncisa cerca de la base. Semillas subglobosas. Tiempo de floración en agosto a diciembre.

## Distribución y hábitat
Esta especie es endémica de Provincia Occidental del Cabo y de Provincia Oriental del Cabo, en los alrededores de Riviersonderend a cerca de Somerset East. Los anfitriones  son principalmente plantas leñosas fynbos como Cuscuta africana, especies de Berzelia, Clutia, Geissoloma, Myrica, Phylica, Protea, Ursinia y Virgilia.

## Taxonomía
Laurophyllus capensis fue descrita por Thunb. y publicado en Nova Genera Plantarum 6: 104, en el año 1792. (16 de mayo de 1792)
Sinonimia
- Cuscuta africana
- Botryceras laurinum Willd.[2]